# Ulica 11 Listopada w Bielsku-Białej
Ulica 11 Listopada – główny deptak Bielska-Białej i jego tradycyjne centrum handlowe. Ma długość około 900 m i biegnie równoleżnikowo od ulicy Barlickiego na Dolnym Przedmieściu przez historyczne centrum Białej do ulicy Lwowskiej w granicach osiedli administracyjnych Śródmieście Bielsko oraz Biała Wschód.
W obecnym kształcie powstała w latach 1780–1781 jako część traktu środkowogalicyjskiego i była główną ulicą oraz osią urbanistyczną Białej. Od samego początku koncentrowało się na niej życie handlowe, rozrywkowe i towarzyskie zarówno Białej, jak i – w mniejszym stopniu – Bielska. W strefę pieszą zaczęła być przekształcana w latach 70. XX wieku. Charakterystyczna dla przede wszystkim bialskiego odcinka ulicy jest zabudowa w tzw. stylu józefińskim z końca XVIII wieku, oprócz niej znajdują się tu liczne zabytki reprezentujące różne style architektoniczne kolejnych stuleci, a także kilka przykładów architektury współczesnej.

## Przebieg
Ulica 11 Listopada rozpoczyna się na Dolnym Przedmieściu, odchodząc w kierunku wschodnim od ulicy Barlickiego. Jej przedłużeniem na zachód jest Przechód Schodowy – schody łączące deptak z ulicą 3 Maja (koło hotelu President).
Pierwszą przecznicą ulicy 11 Listopada jest ulica Cechowa (50 m), następnie mijając kamienicę Burdy, deptak przecina most na Białej (130 m), dzielący niegdyś Bielsko i Białą. Zaraz za mostem (160 m) znajduje się nieregularny plac z fontanną–pomnikiem Reksia rozciągający się od ulicy Stojałowskiego do Spółdzielczego Domu Handlowego Klimczok i Galerii Sfera. Dalej ulica przecina ulicę Krótką i Łukową (200 m), po czym mijając ciąg józefińskich kamienic dociera do placu Wojska Polskiego – dawnego rynku Białej, od którego na południe odchodzi ulica Ratuszowa (370 m). Na 470 metrze od deptaku odchodzą ulica Komorowicka (na północ) i Głęboka (na południe), a na 520 metrze ulica dochodzi do placu Wolności – drugiego bialskiego rynku. Za placem zaczyna się kolejny zespół budynków licznymi kamienicami józefińskimi, który kończy się na ulicy Wyzwolenia (710 m), a rozdziela go ulica Szkolna (650 m).
Na skrzyżowaniu z ulicą Wyzwolenia deptak przechodzi w zwykłą, wyłożoną kostką brukową, ulicę z normalnym ruchem kołowym i wydzielonym parkingiem. Przy Dworze Thomkego (850 m) od ulicy 11 Listopada odchodzi ulica Żywiecka, która łączy ją z placem Opatrzności Bożej, nie mając jednak bezpośredniego połączenia z tą częścią Żywieckiej, która jest fragmentem drogi krajowej nr 52. Około 30 m za Żywiecką ulica 11 Listopada kończy się, przechodząc w przejście podziemne pod ulicą Lwowską.

## Historia

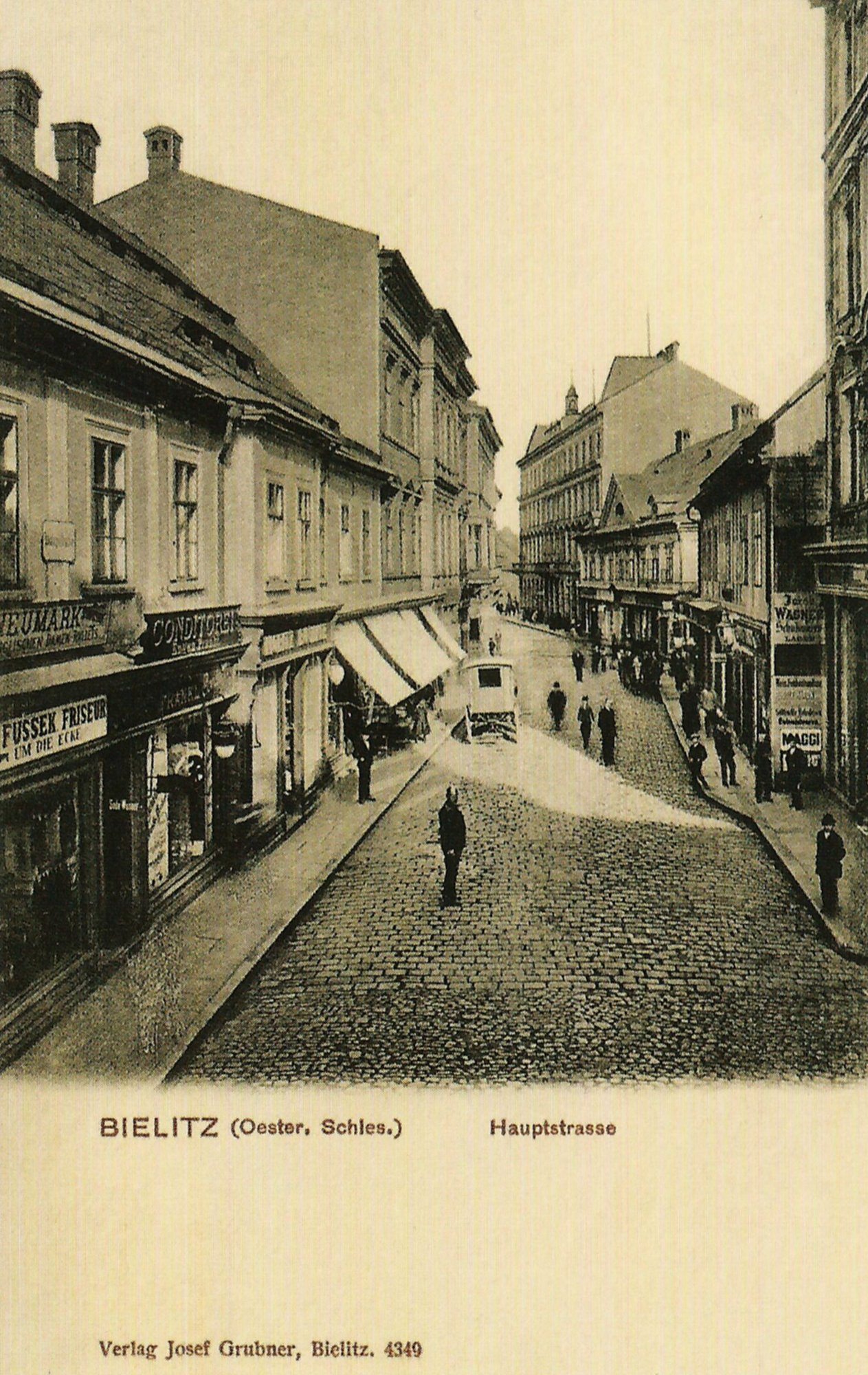
Bielski odcinek ulicy około 1904, po prawej widoczne wkrótce wyburzone budynki pierzei południowej

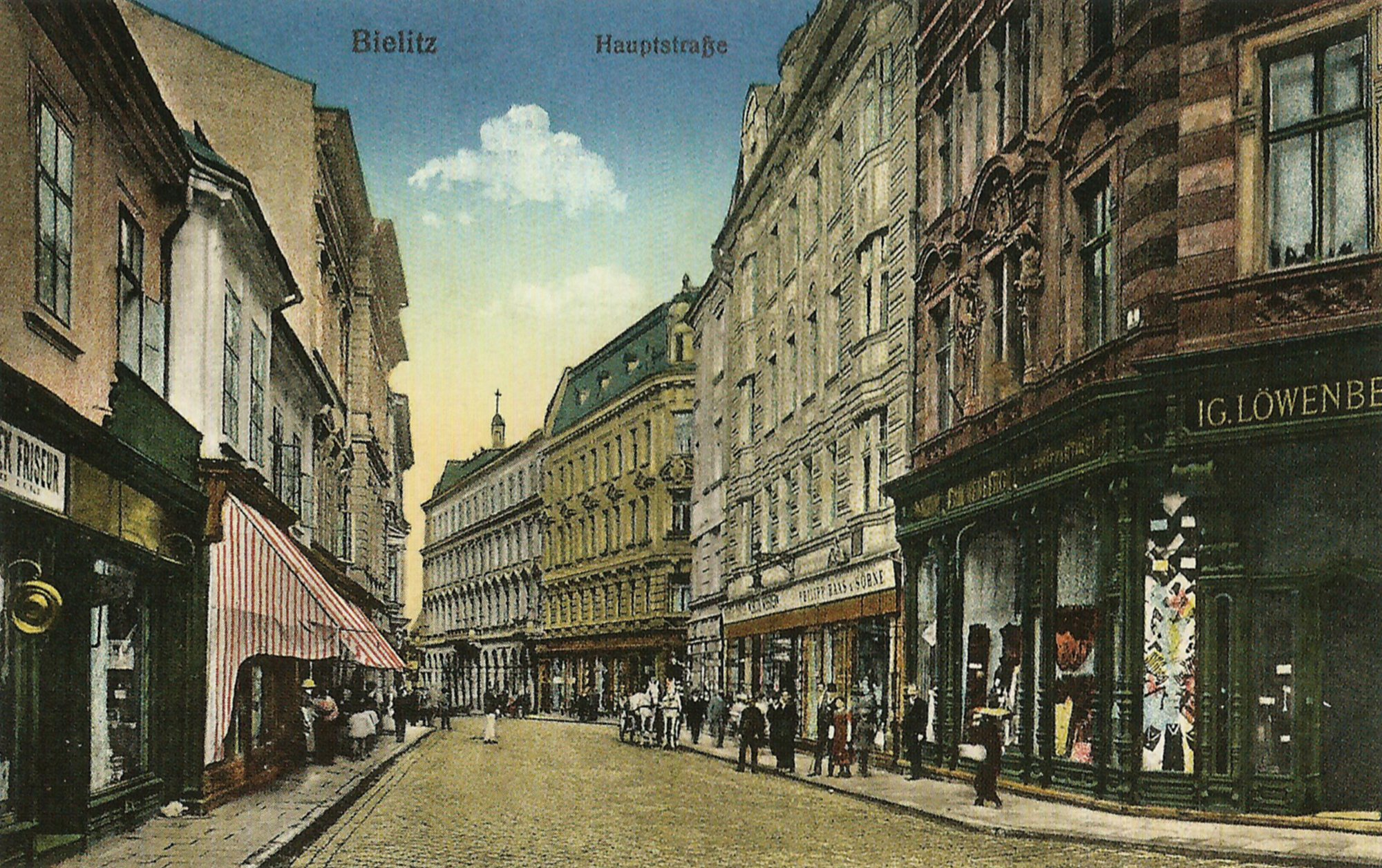
Analogiczny do powyższego kadr około 1915

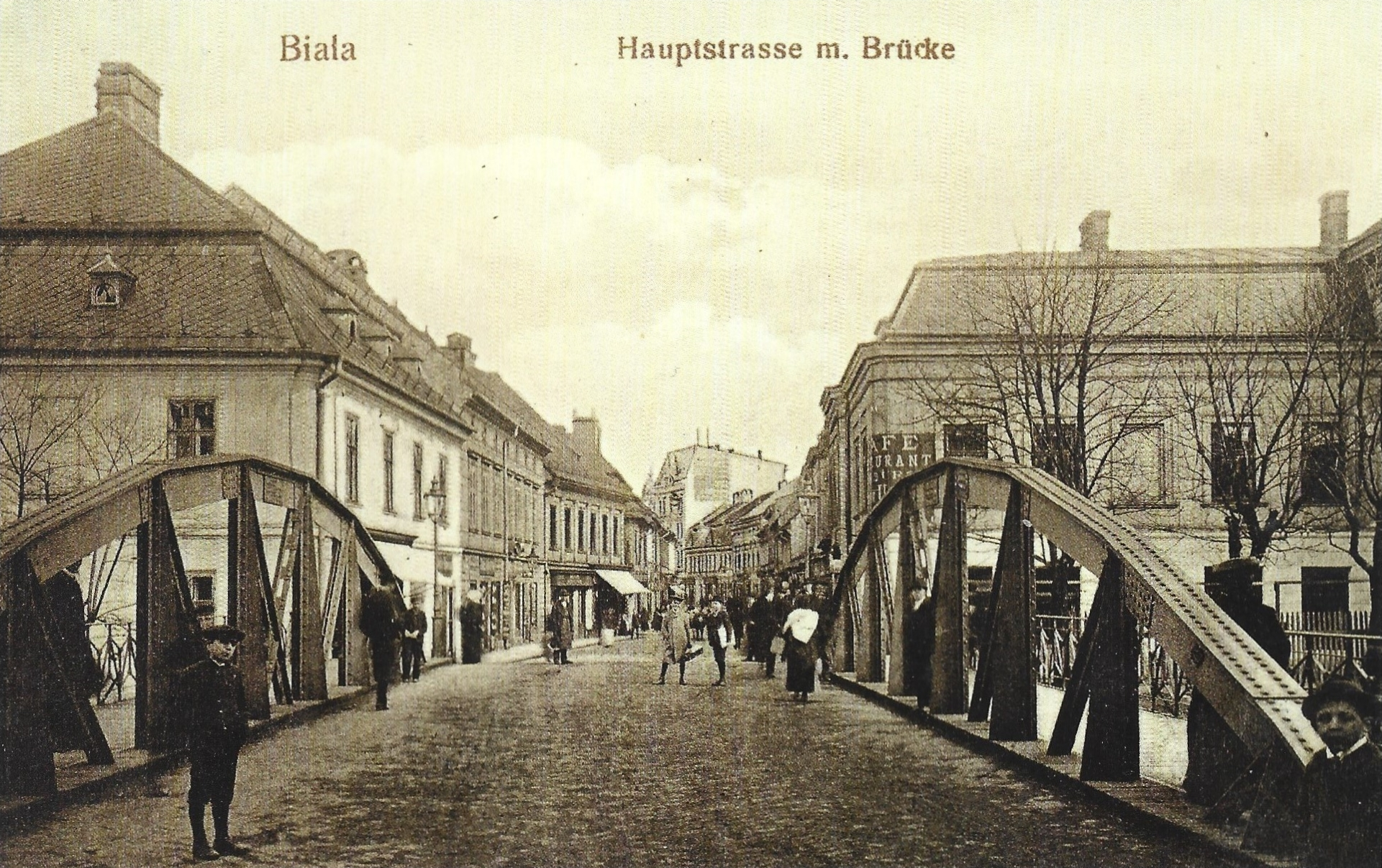
Most na Białej w 1907, kamienice na pierwszym planie po lewej wyburzono w latach 80. XX wieku, po prawej w 1945

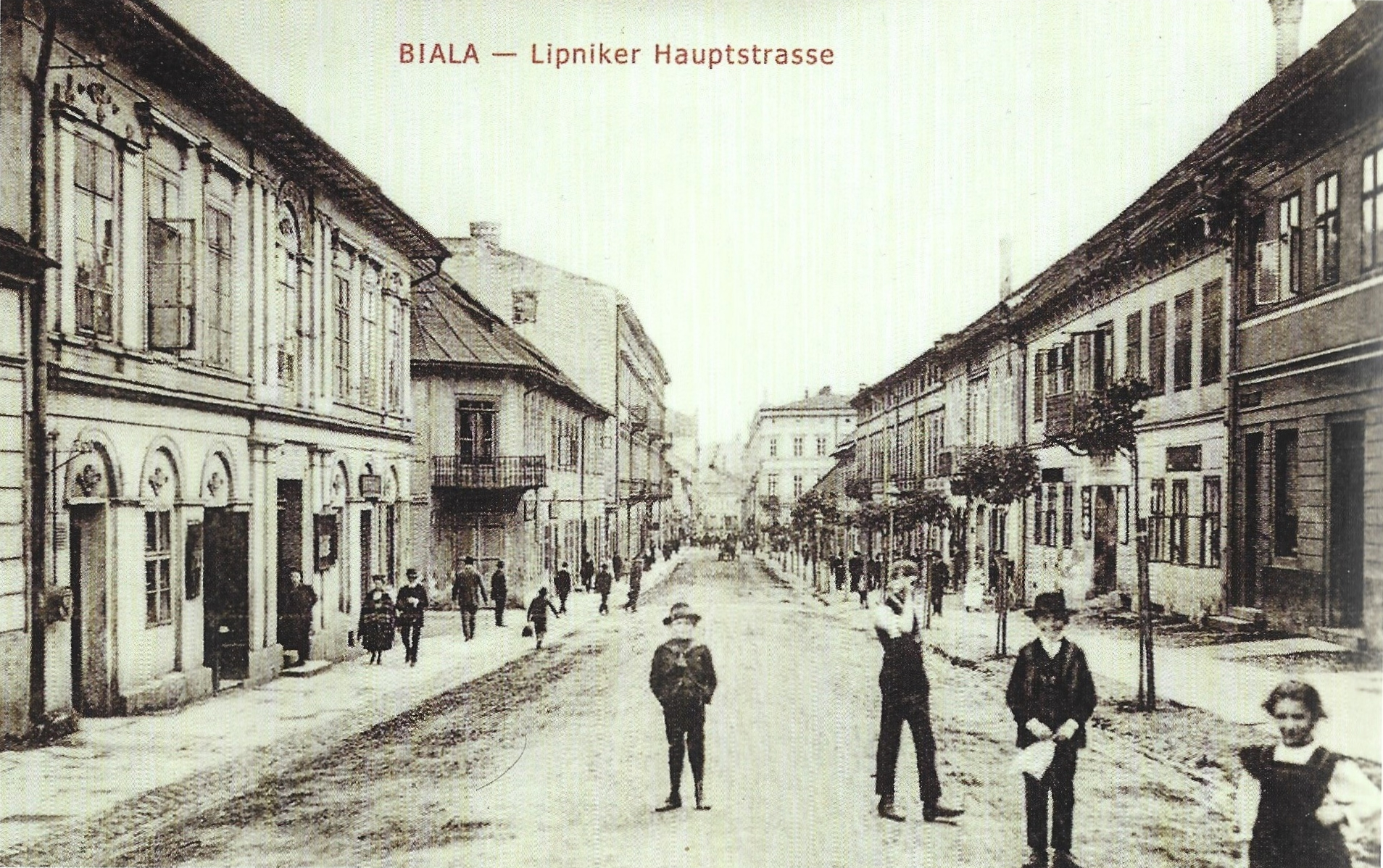
Lipnicki odcinek ulicy na pocztówce z 1911

Początki ulicy wiążą się z powstaniem Pierwszej Galicyjskiej Szosy Pocztowo-Handlowej, potocznie nazywanej „drogą cesarską”, „cesarką”, „traktem wiedeńskim” czy „traktem środkowogalicyjskim”, która miała połączyć Białą na granicy Śląska Cieszyńskiego przez Kraków i Przemyśl ze Lwowem i stać się rdzeniem sieci komunikacyjnej w nowo pozyskanej prowincji, Galicji. Celem było jej lepsze powiązanie z resztą monarchii habsburskiej. Już od 1773 na trasie z Bielska do Lwowa funkcjonowała poczta konna, a od 1775 jeździły dyliżanse. Projekt budowy powierzono inżynierowi Johannowi Grossowi. Rozpoczęła się po pomiarach katastralnych w 1780, a ostateczne ukończenie nastąpiło w 1785, przy czym odcinek Biała – Bochnia został otwarty już 20 kwietnia 1781.
„Cesarka” przecięła dotychczasowe ciągi zabudowy Białej skoncentrowane wzdłuż Niwki oraz dzisiejszych ulic Łukowa, Cyniarska, Szkolna. Konieczne było dokonanie pewnych wyburzeń. W wyniku wytyczenia ulicy i połączonych z nim regulacji przestrzennych, w tym założenia drugiego rynku bialskiego – dzisiejszego placu Wolności – powstał całkiem nowy układ urbanistyczny Białej. Nastąpił znaczący boom budowlany, w ramach którego do końca lat 80. XVIII wieku powstało w miasteczku kilkadziesiąt nowych budynków, w tym wiele murowanych. Do najstarszych zachowanych do dziś należą kamienice przy ulicy 11 Listopada reprezentujące tzw. styl józefiński: nr 54 z 1782, nr 19 z 1783 i nr 14–16 z 1787. Dla Bielska trakt nie miał aż tak dużego znaczenia, bowiem długość bielskiego odcinka wynosił zaledwie 140 m i przy jego budowie wykorzystano istniejący już układ przestrzenny. Powstał nowy (drugi w kolejności) drewniany most na rzece Białej.
Dzisiejsza ulica 11 Listopada znajdowała się pierwotnie na terenie trzech gmin: nie tylko w Bielsku i Białej, ale też samodzielnej wsi Lipnik. Granica między Białą a Lipnikiem biegła dzisiejszą ulicą Wyzwolenia, końcowy odcinek współtworzył tzw. „miejską część Lipnika” zamieszkiwaną w dużej mierze przez ludność żydowską, która aż do 1848 nie mogła osiedlać się w obrębie Białej. W 1827 na rogu dzisiejszej ulicy Ratuszowej, w części ulicy będącej zarazem pierzeją pierwszego rynku bialskiego, wybudowano nowy ratusz miasta Białej pełniący tę funkcję do 1897.
Duże zmiany w zabudowie ulicy nastąpiły na przełomie XIX i XX wieku, gdy dwumiasto zaczęło się rozrastać i jako ważny ośrodek przemysłowy wykazywać wielkomiejskie aspiracje. Zwłaszcza na bielskim odcinku dawna architektura została w większości zastąpiona przez wysokie kamienice w duchu historyzmu i secesji, m.in. w 1893 wyrosła według projektu Carla Korna kamienica radcy cesarskiego Viktora Burdy z charakterystyczną nadbrzeżną fasadą, do której podziemi wkomponowano ujście skanalizowanego potoku Niper. W Białej nowy ruch budowlany skupił się głównie w rejonie rynków – Josefsplatzu (dziś plac Wojska Polskiego) i Franzensplatzu (dziś plac Wolności). Wyraźną dysharmonię wśród zabudowy józefińskiej wprowadziła wybudowana około 1913 trzypiętrowa wczesnomodernistyczna kamienica braci Landau na rogu dzisiejszej ulicy Krótkiej (wówczas Auweg). W 1890 ulicę noszącą dotąd nazwę Wiedeńskiej (Wiener Straße) przemianowano, zarówno w Bielsku, jak i Białej, na Hauptstraße (Główna). Odcinek lipnicki nosił odpowiednio nazwę Lipniker Hauptstraße. 23 kwietnia 1890 stała się ona areną najgłośniejszej demonstracji robotniczej w dziejach dwumiasta. Trzytysięczne zgromadzenie poprzedzające planowany strajk pierwszomajowy przerodziło się w zamieszki, które zostały stłumione przez wojsko, pociągając za sobą śmierć jedenastu osób i wielu rannych. W 1895 przygotowano plan budowy linii tramwajowej w ciągu ulicy Głównej aż do skrzyżowania z Żywiecką, inwestycji jednak nigdy nie zrealizowano, mimo że do tematu powracano jeszcze kilkukrotnie. W latach 1896–1897 powstał nowy kratownicowy most na rzece Białej.

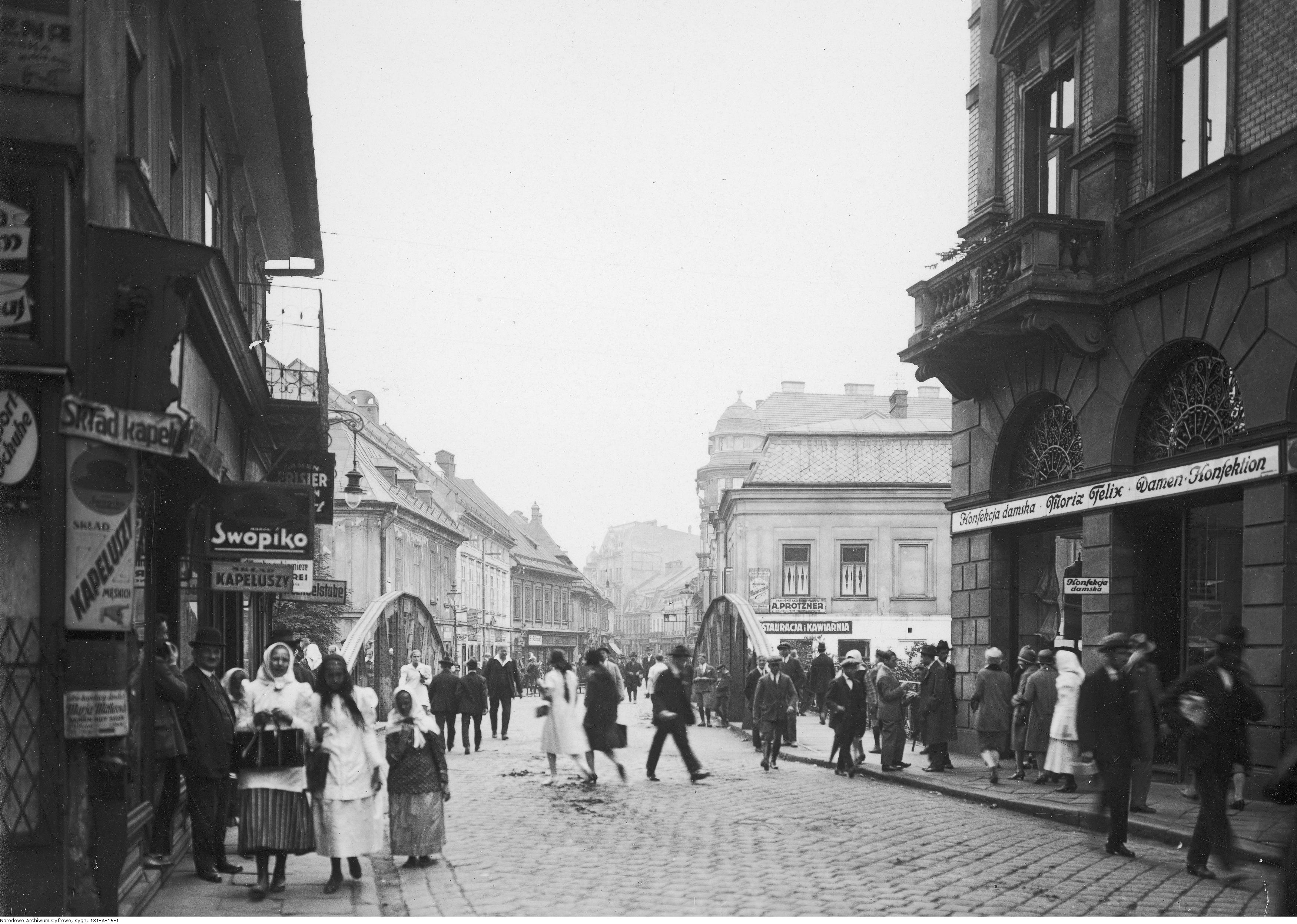
Gwar uliczny przy moście w okresie międzywojennym, widok w kierunku Białej

W czasie I wojny światowej ulicę przemianowano na Kaiser-Wilhelm-Straße (Cesarza Wilhelma) dla uczczenia sojuszu austriacko-niemieckiego. Po 1918 powrócono do starej nazwy, jednak wkrótce nastąpiły kolejne zmiany: nazwę bielskiego odcinka zmieniono na Jagiellońska, bialski z kolei w 1928, w dziesiątą rocznicę powstania państwa polskiego, przemianowano na 11 Listopada. Jego częścią była również dawna Główna Lipnicka, ponieważ Lipnik przyłączono do Białej w 1925. Najwyrazistszą pamiątką okresu międzywojennego jest modernistyczna kamienica Franciszka Schuberta na rogu ulicy Komorowickiej wybudowana w 1935 według projektu Alfreda Wiedermanna.
W czasie II wojny światowej cała ulica – po raz pierwszy dokonano wtedy administracyjnego połączenia Bielska i Białej – nosiła nazwę Hermann-Göring-Straße (Hermanna Göringa). Wycofujące się w lutym 1945 wojska wysadziły w powietrze most na Białej. Eksplozja uszkodziła sąsiadujące z nim domy nr 11 w Bielsku oraz nr 2 w Białej (według ówczesnej numeracji), które zostały rozebrane. Stary most kratownicowy nie został odbudowany. Po II wojnie światowej przywrócono przedwojenne nazwy ulic, zmieniając w 1948 nazwę bialskiego odcinka na Zjednoczenia. Po połączeniu Bielska i Białej Krakowskiej w jedno miasto w 1951 całej ulicy – a także dzisiejszej Krakowskiej – patronował Feliks Dzierżyński. W latach 60. wyburzono kamienicę przy ulicy Barlickiego 7, poszerzając w ten sposób Przechód Schodowy – schody łączące ulicę Dzierżyńskiego z Lenina (dziś 3 Maja) i hotelem President (wówczas Prezydent). Wyburzono wtedy budynek przy ul. Barlickiego 7. Około 1970 wyburzono budynek dawnego zajazdu Pod Zielonym Drzewem, poprzedzający kamienicę nr 59, w którego miejscu powstała wysepka i łuk ulicy Wyzwolenia.
W 1973 oddano do użytku ulicę Iwana Koniewa, obecnie Stanisława Stojałowskiego, wraz z nowym mostem. Powstała ona około 100–200 m na południe, śladem skanalizowanej Niwki. Budowa pozwoliła na usunięcie ruchu kołowego z ulicy Dzierżyńskiego, dotąd jednej z ważniejszych arterii, i przekształcenie jej w strefę pieszą (z wyjątkiem końcowego odcinka). Również w latach 70. wybudowana została dwupasmowa ulica Lwowska, zmieniając zasadniczo układ komunikacyjny Białej. W związku z budową nowej drogi wyburzono część zabudowań dworu Thomkego, sięgającego pierwotnie do potoku Niwka, oraz kilka sąsiadujących z nim zabudowań. Jednocześnie w miejscu przecięcia Lwowskiej z Dzierżyńskiego zbudowano przejście podziemne, dzieląc tym samym tę drugą na dwie części: śródmiejską o przeważającej funkcji deptaka (obecna ulica 11 Listopada) i ruchliwą drogę wyjazdową do Krakowa (obecna ulica Krakowska). W 1989 wyburzono trzy józefińskie kamienice pomiędzy rzeką a ulicą Łukową (nr 13, 15 i 17), w których miejscu stanął nowoczesny gmach banku PKO.

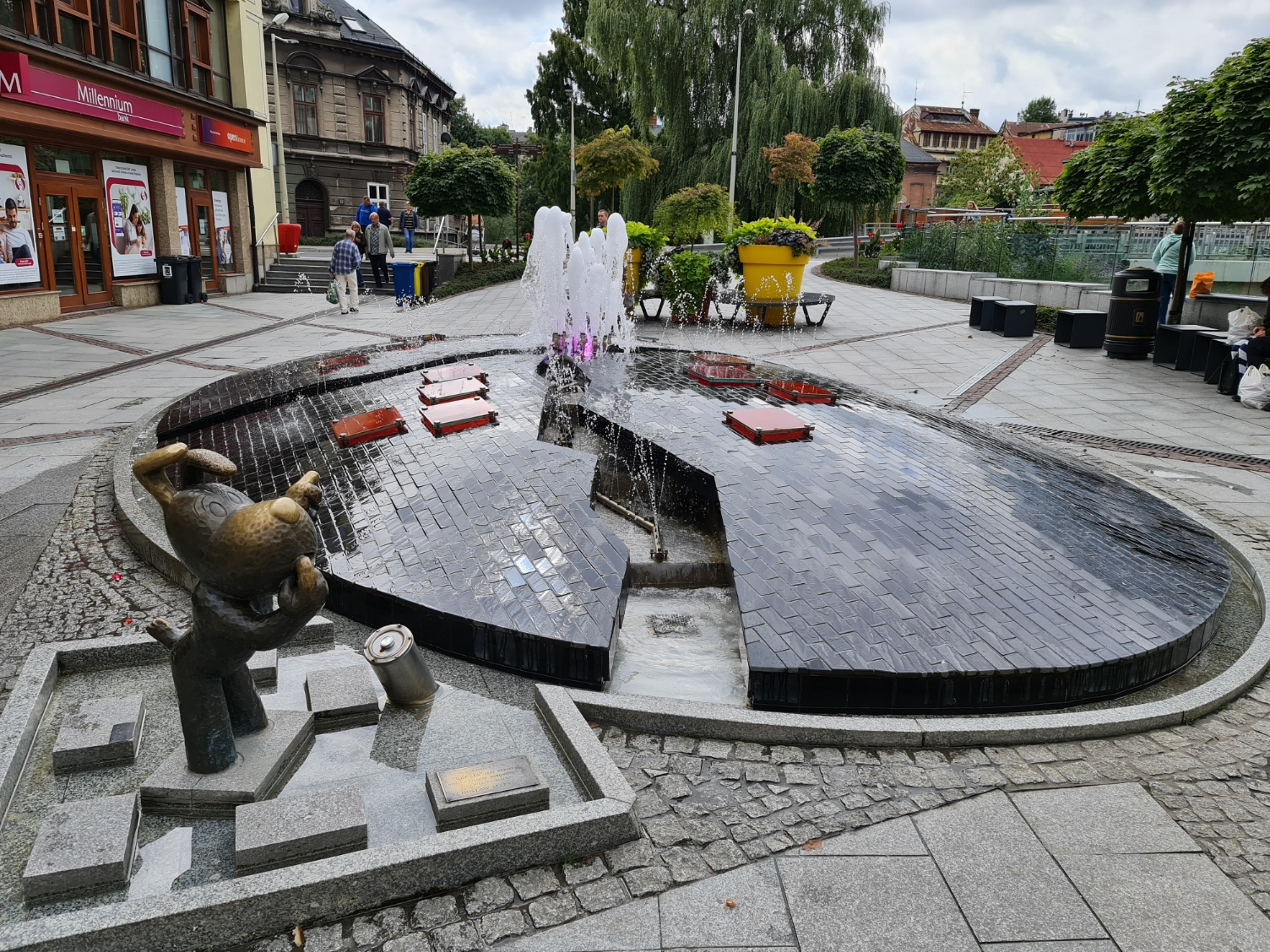
Placyk z fontanną i pomnikiem Reksia

Wraz z budową w Bielsku-Białej licznych hipermarketów i centrów handlowych, w tym położonej w pobliżu Galerii Sfera, zlikwidowano wiele sklepów i lokali usługowych przy głównym deptaku. Temat „umierania ulicy 11 Listopada” powraca regularnie w dyskursie medialnym. W 2006 rozpoczęła się trwająca dwa lata przebudowa ulicy, w ramach której powstało stylowe oświetlenie, ławeczki, zrobiono nową nawierzchnię oraz przebudowano Przechód Schodowy łączący ją z ulicą 3 Maja. Planowana już wtedy rekonstrukcja kratownicy z XIX-wiecznego mostu została zrealizowana dopiero w roku 2021, z okazji obchodów 70-lecia połączenia Bielska i Białej. Ponadto w 2007 zbudowano nową kamienicę, która jest częściowym odwzorowaniem wysadzonej w 1945 w powietrze kamienicy Haberfeldów (nr 2 w Białej). W tym samym roku na przełomie sierpnia i września po raz pierwszy zorganizowano Święto Ulicy 11 Listopada. W 2009 na nadbrzeżnym placu obok mostu odsłonięto pomnik–fontannę Reksia, pierwsze z serii upamiętnień postaci z kreskówek wyprodukowanych przez Studio Filmów Rysunkowych. W dalszym etapie tworzenia szlaku Bajkowe Bielsko-Biała przed dawnym ratuszem bialskim (nr 38) ustawiono brązowe figury bohaterów bajki Porwanie Baltazara Gąbki: w 2020 Smoka Wawelskiego i  Bartłomieja Bartoliniego herbu Zielona Pietruszka, w 2021 szpiega Don Pedro wraz ze stworem mypingiem.

### Święto Ulicy 11 Listopada

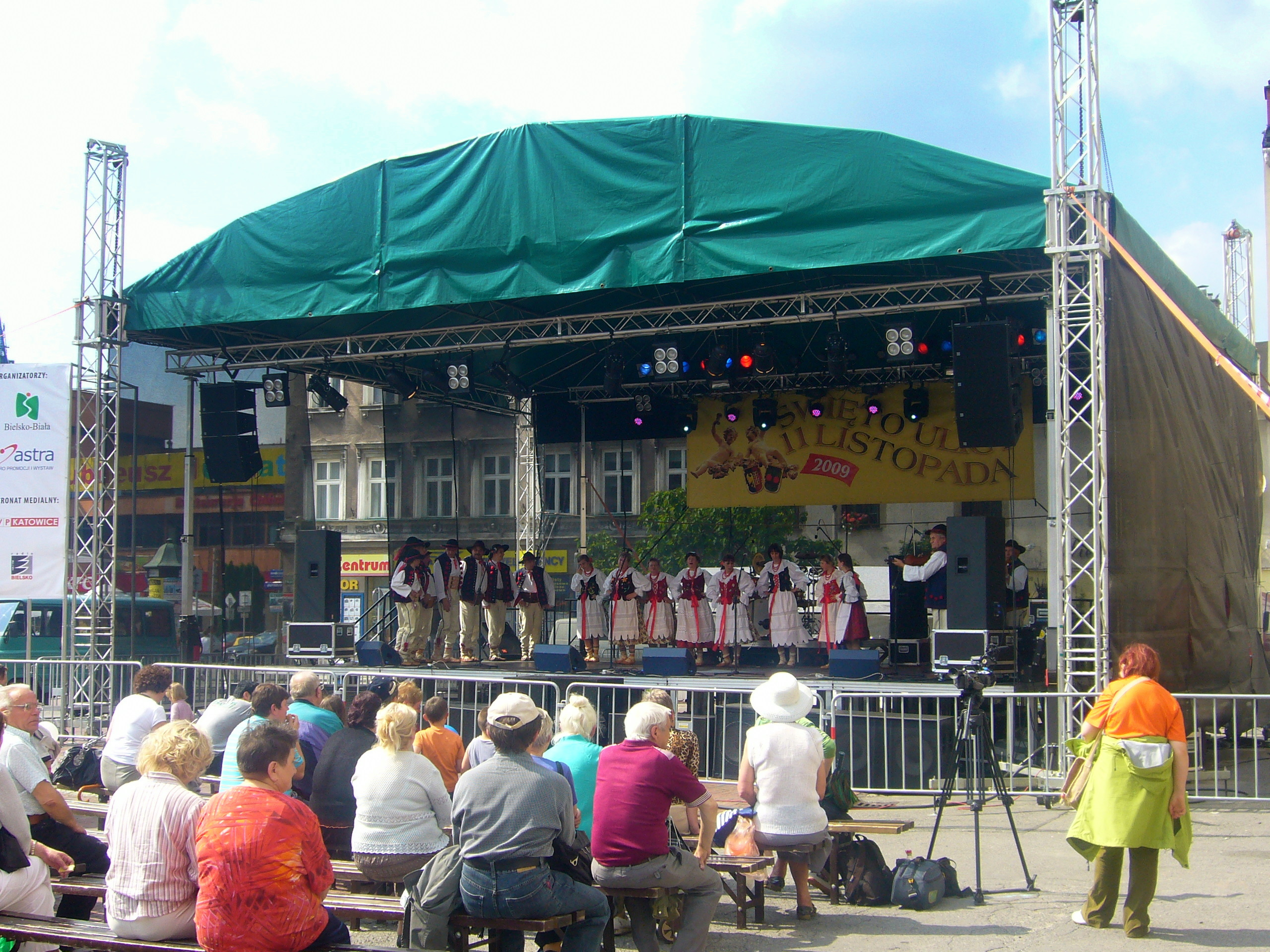
Święto Ulicy 11 Listopada w 2009. Estrada na pl. Wojska Polskiego

W latach 2007−2010 co roku pod koniec czerwca (w 2007 na przełomie sierpnia i września) odbywało się Święto Ulicy 11 Listopada. Przez dwa dni ulica stylizowana była na taką, jaką była w XIX wieku – jeździły dorożki, na moście ustawiony był szlaban i budki pograniczników (co nie jest zgodne z prawdą historyczną, gdyż nigdy szlabanu ani budek pograniczników na moście nie było), pojawiali się stylowo ubrani gazeciarze, muzycy, kapele podwórkowe i kwiaciarki. Ponadto na placu Wolności odbywał się Jarmark Galicyjski, w CH Biała pokazy starych filmów (Stare Kino Bielskie), a w pałacyku Strzygowskich wystawy tematyczne. Na placu Wolności i Wojska Polskiego znajdowały się estrady, na których występowali zaproszeni artyści. Jedną z atrakcji święta w 2008 była parada z udziałem cesarza Franciszka Józefa I, którego odgrywał Bernard Krawczyk. Z okazji święta wydawana była okolicznościowa Gazeta Bielska. Organizatorem święta były Urząd Miejski oraz Biuro Promocji i Wystaw „Astra”.

## Zabudowa

### Zabudowa józefińska
Mianem „józefińskich” określa się kamienice z pierwszej fazy zabudowy ulicy bezpośrednio związanej z jej wytyczeniem jako fragmentu traktu środkowogalicyjskiego za panowania cesarza Józefa I. Pochodzą z ostatnich dwóch dekad XVIII wieku oraz początku XIX wieku. Są to budynki jednopiętrowe nakryte wysokim dachem łamanym lub naczółkowym ze skromną dekoracją elewacji o cechach klasycystycznych czy późnobarokowych. Bialskie domy są jednymi z najbardziej reprezentatywnych przykładów tego typu architektury w obecnej Polsce.
Najlepiej zachowany jest zespół kamienic pomiędzy placem Wojska Polskiego a skrzyżowaniem z ulicą Łukową i Krótką: nr 19–25 w pierzei północnej oraz 20–28 w pierzei południowej. Na kamienicy nr 19 zachowała się w nadprożu wyryta datacja: 1783. Kamienica nr 14–16, w której mieści się m.in. pub Galicja, pochodzi z 1787. Typowym przykładem stylu józefińskiego jest kamienica nr 54 wzniesiona w 1782. Z przełomu XIX i XX wieku pochodzą również: nr 37, 39, 45–49, 50, 58, 64–68, 76, a także nr 29 w narożniku placu Wojska Polskiego, gdzie funkcjonuje apteka „Pod Białym Orłem”, najstarsza bialska apteka z tradycjami sięgającymi XVIII wieku

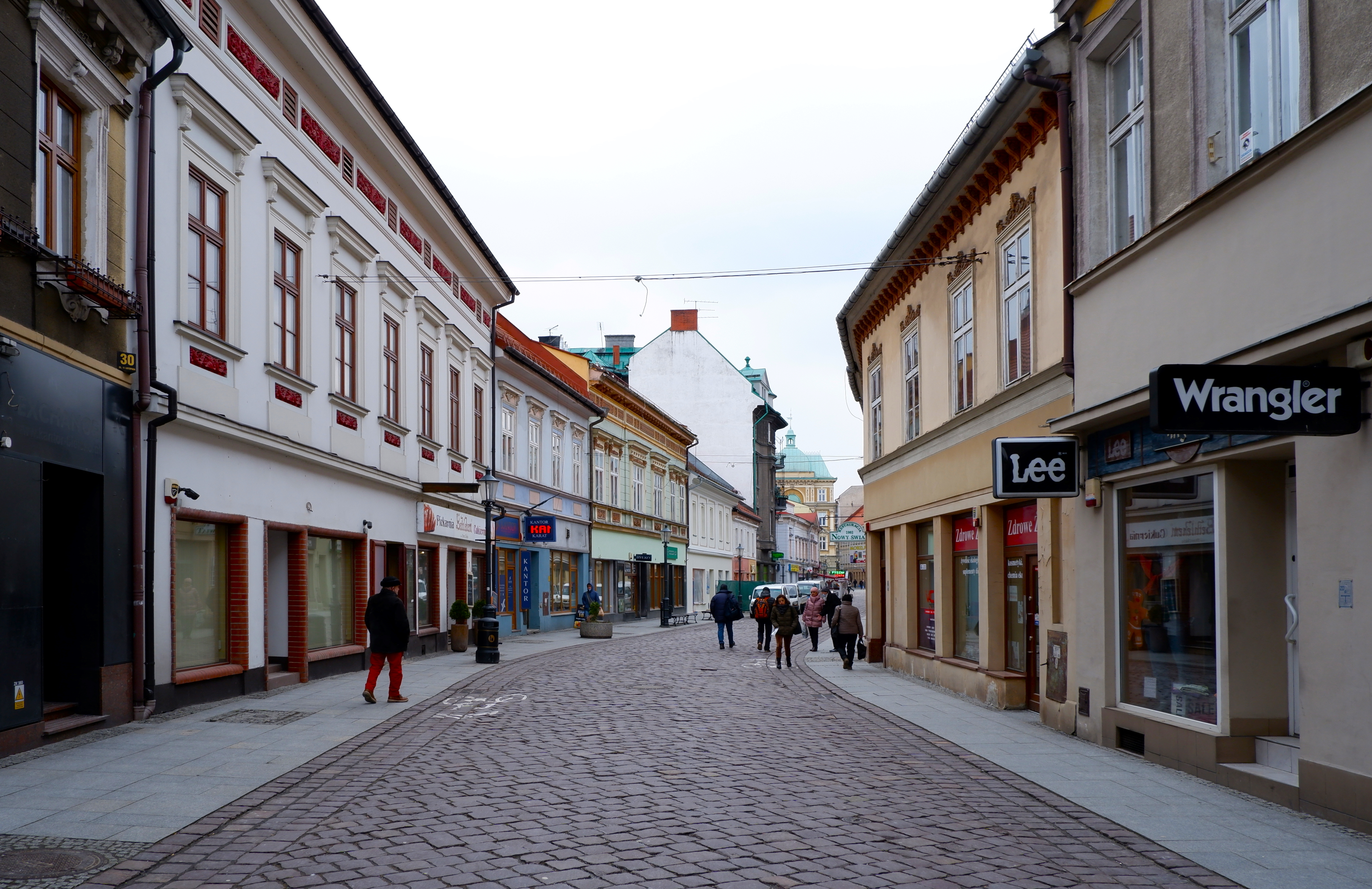
Pomiędzy placem Wojska Polskiego a skrzyżowaniem z Łukową i Krótką
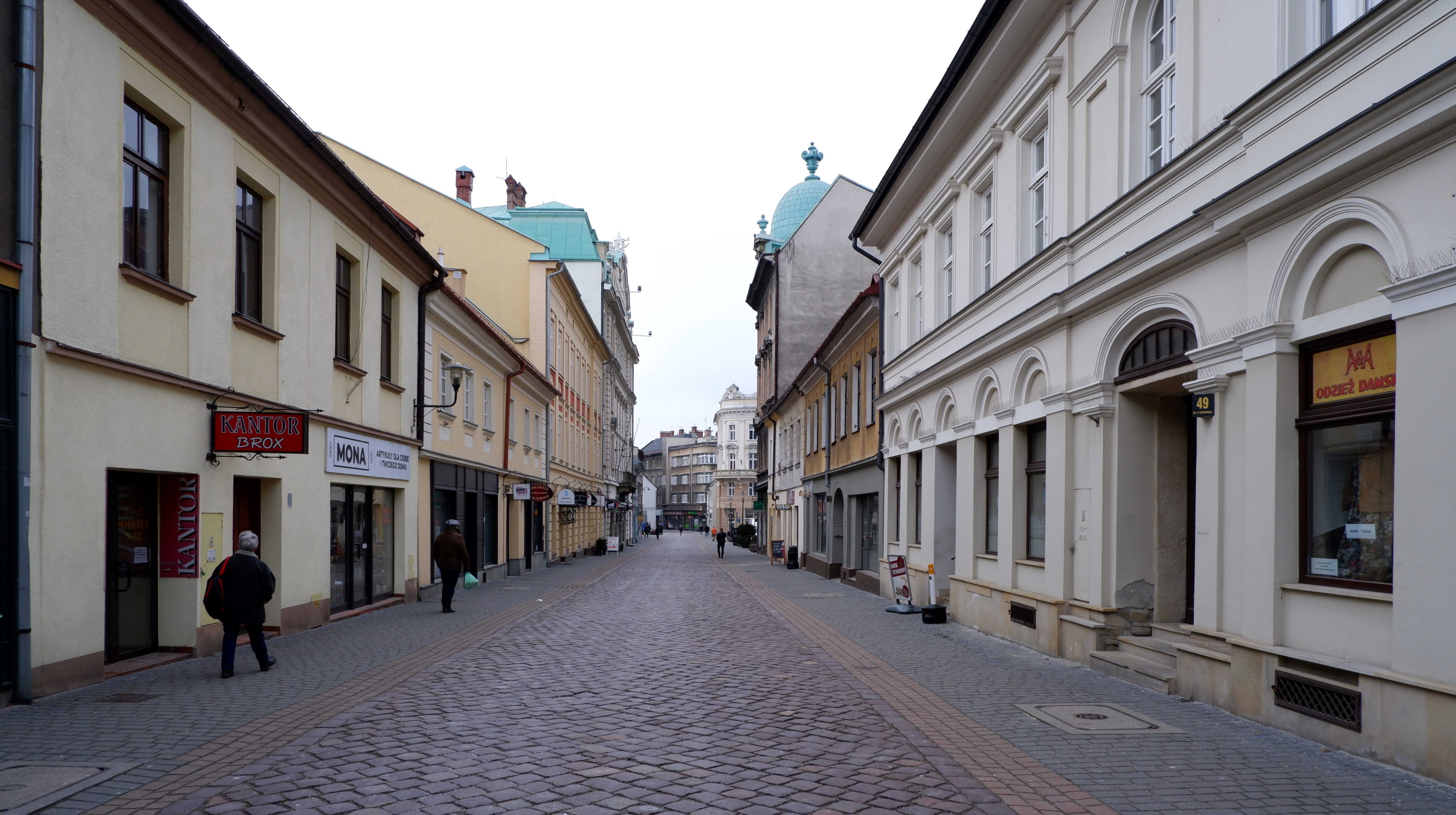
Pomiędzy placem Wolności a ulicą Szkolną
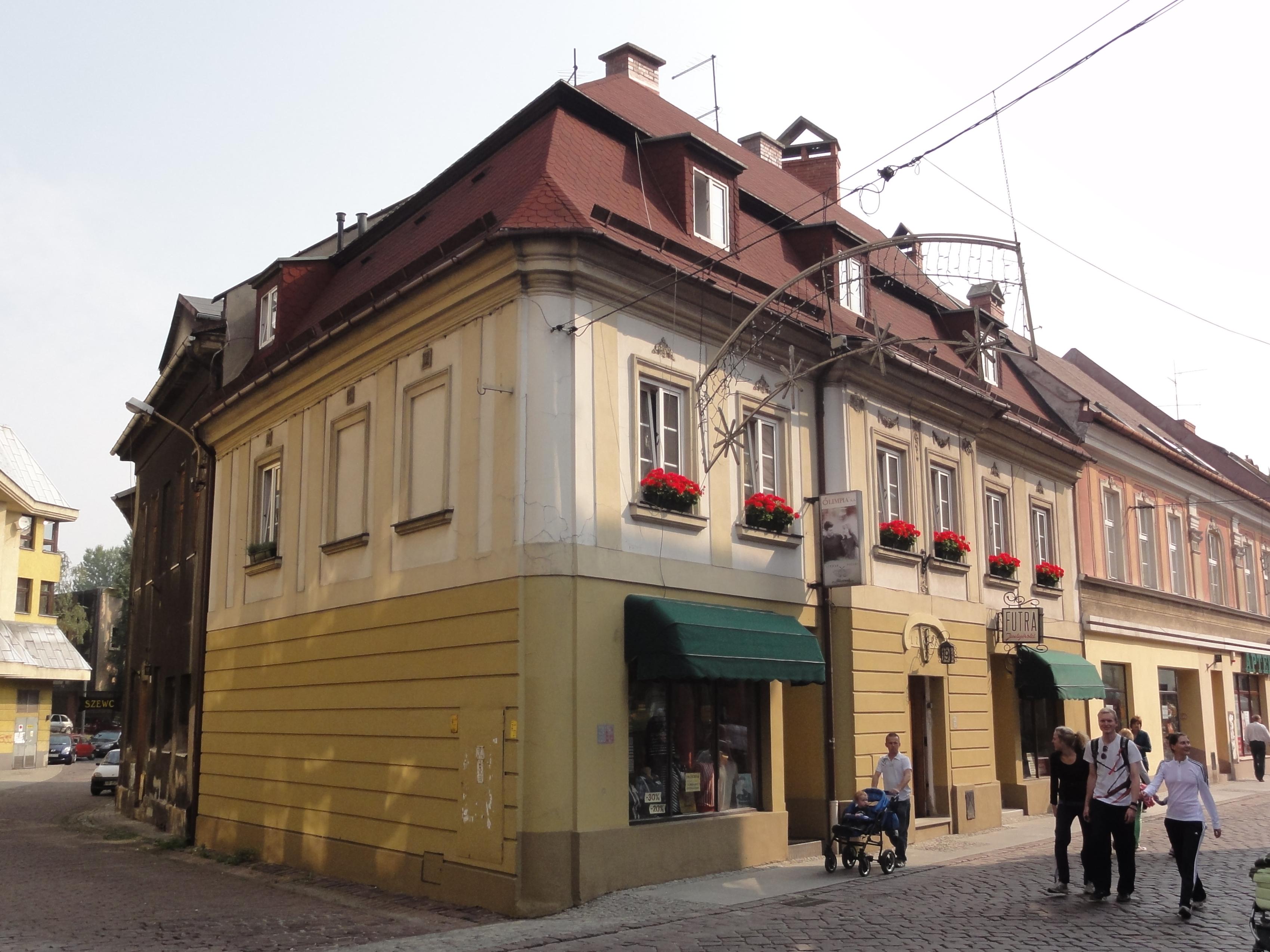
Kamienica nr 19
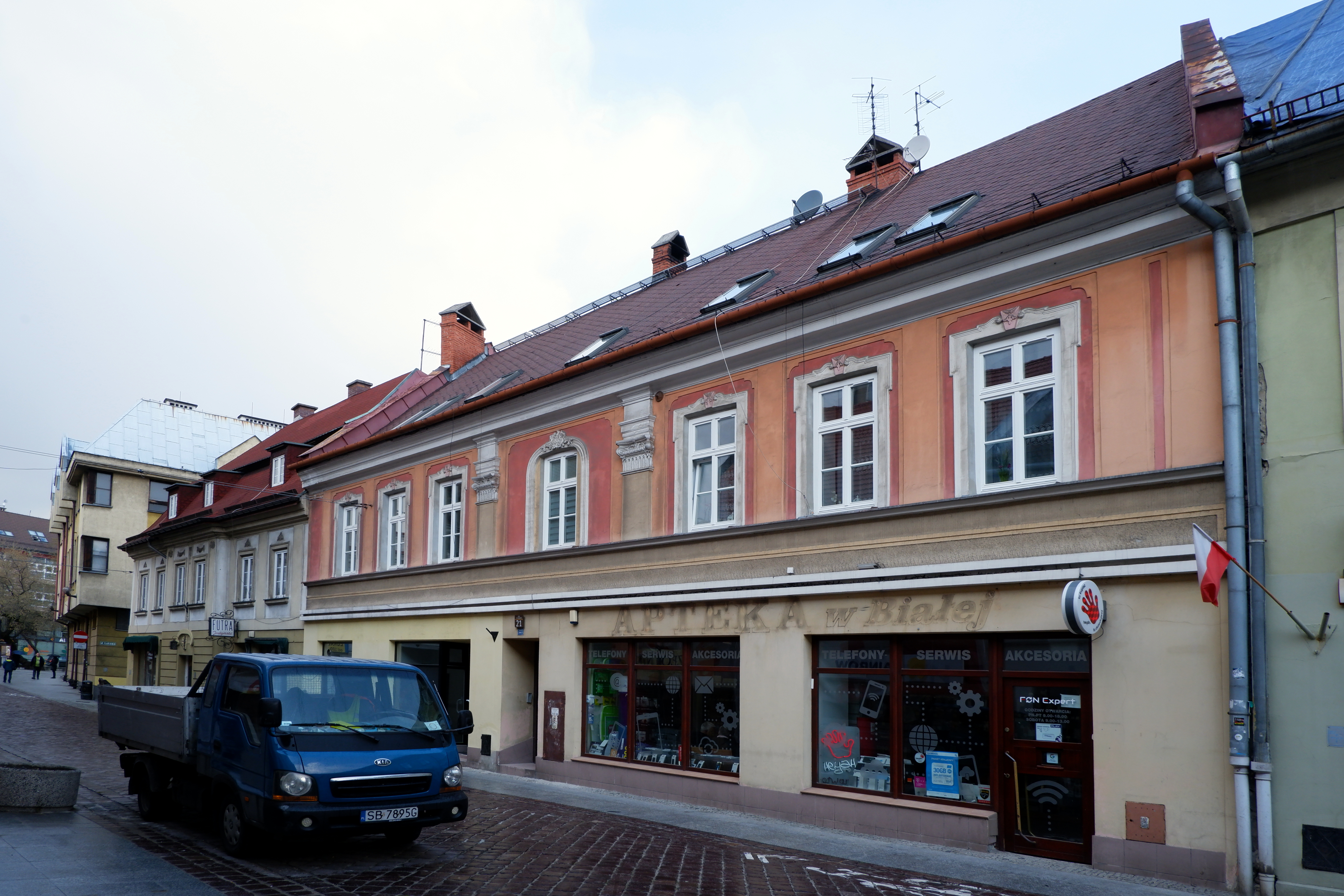
Kamienica nr 21
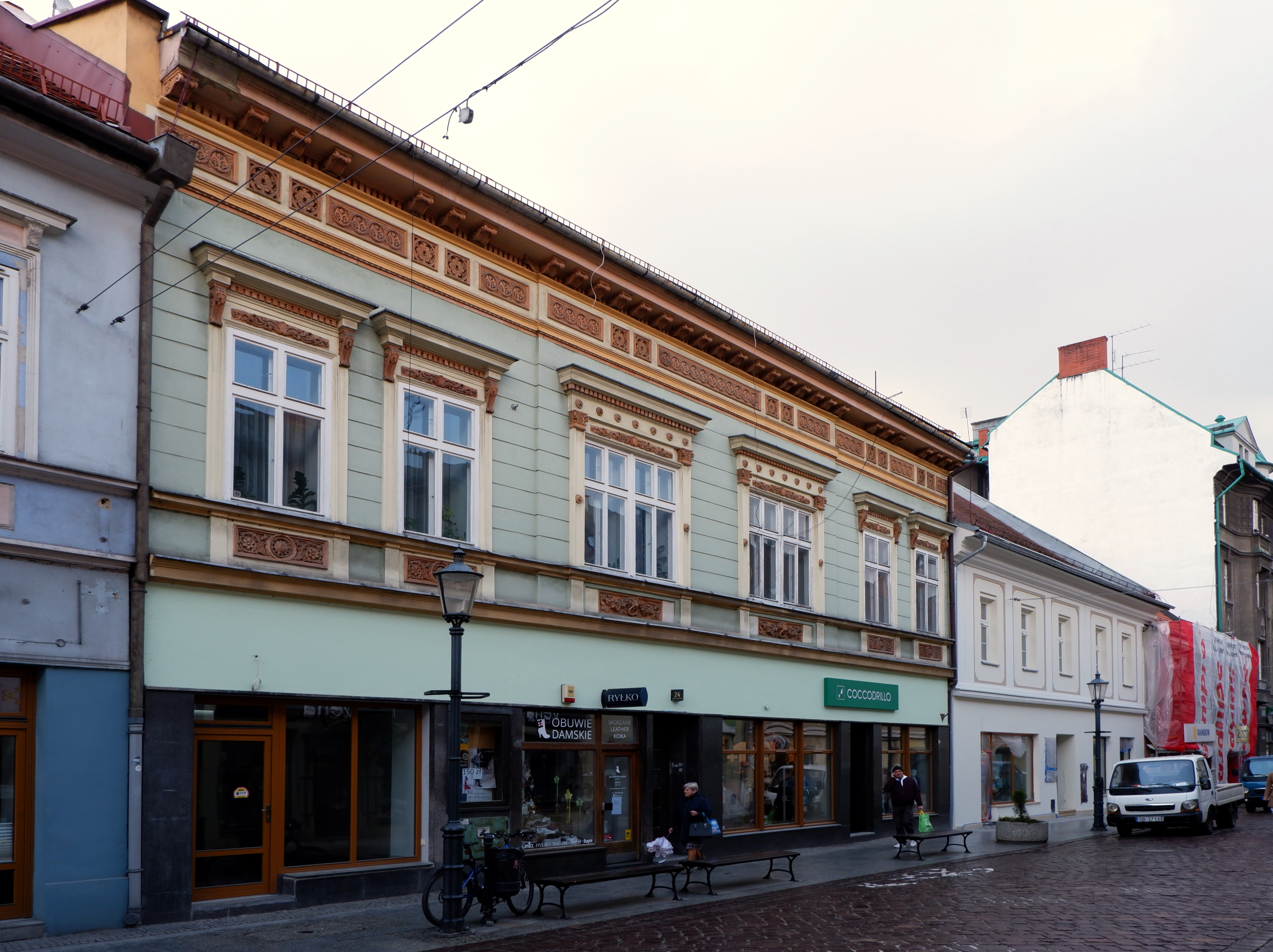
Kamienica nr 24
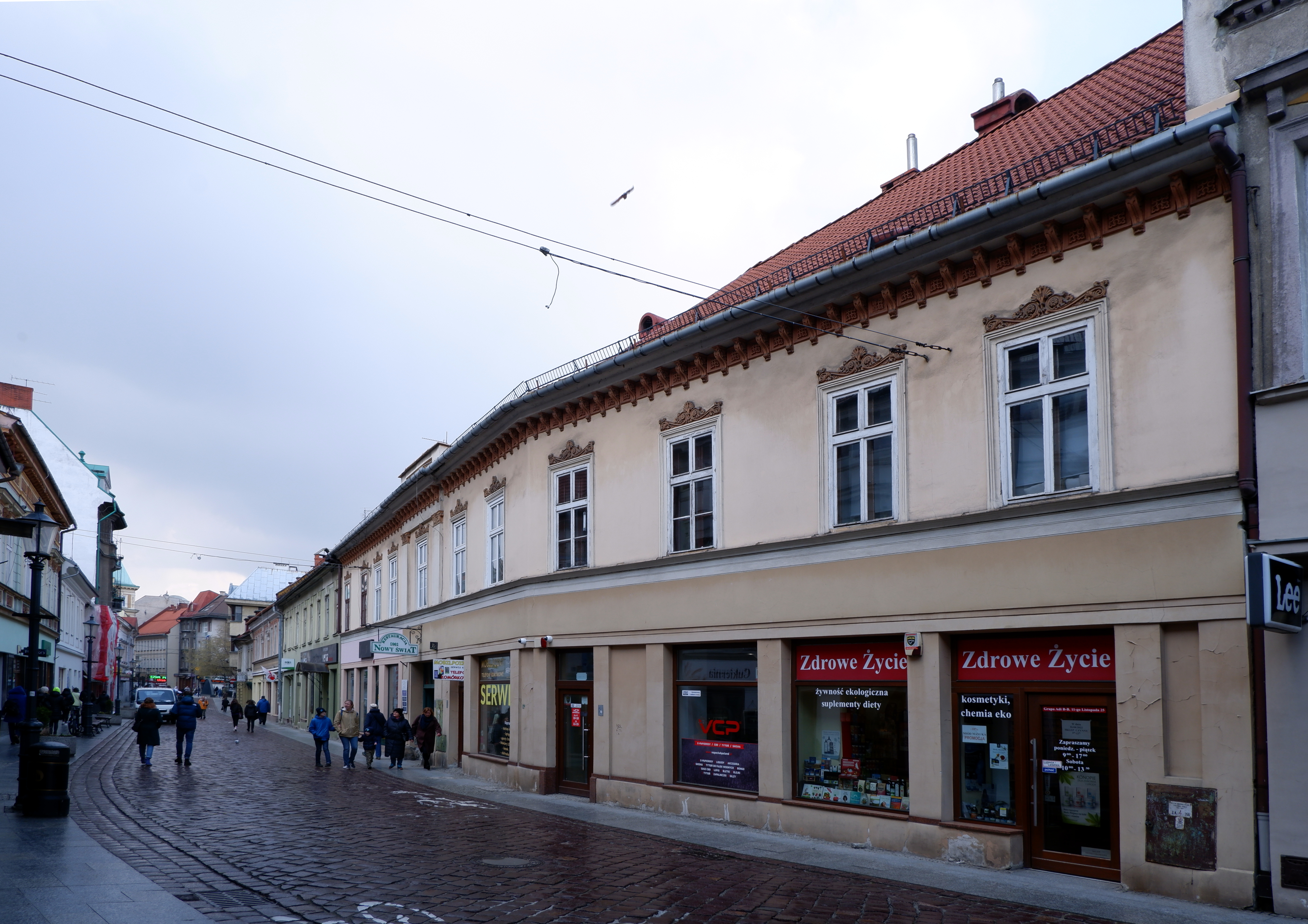
Kamienica nr 25
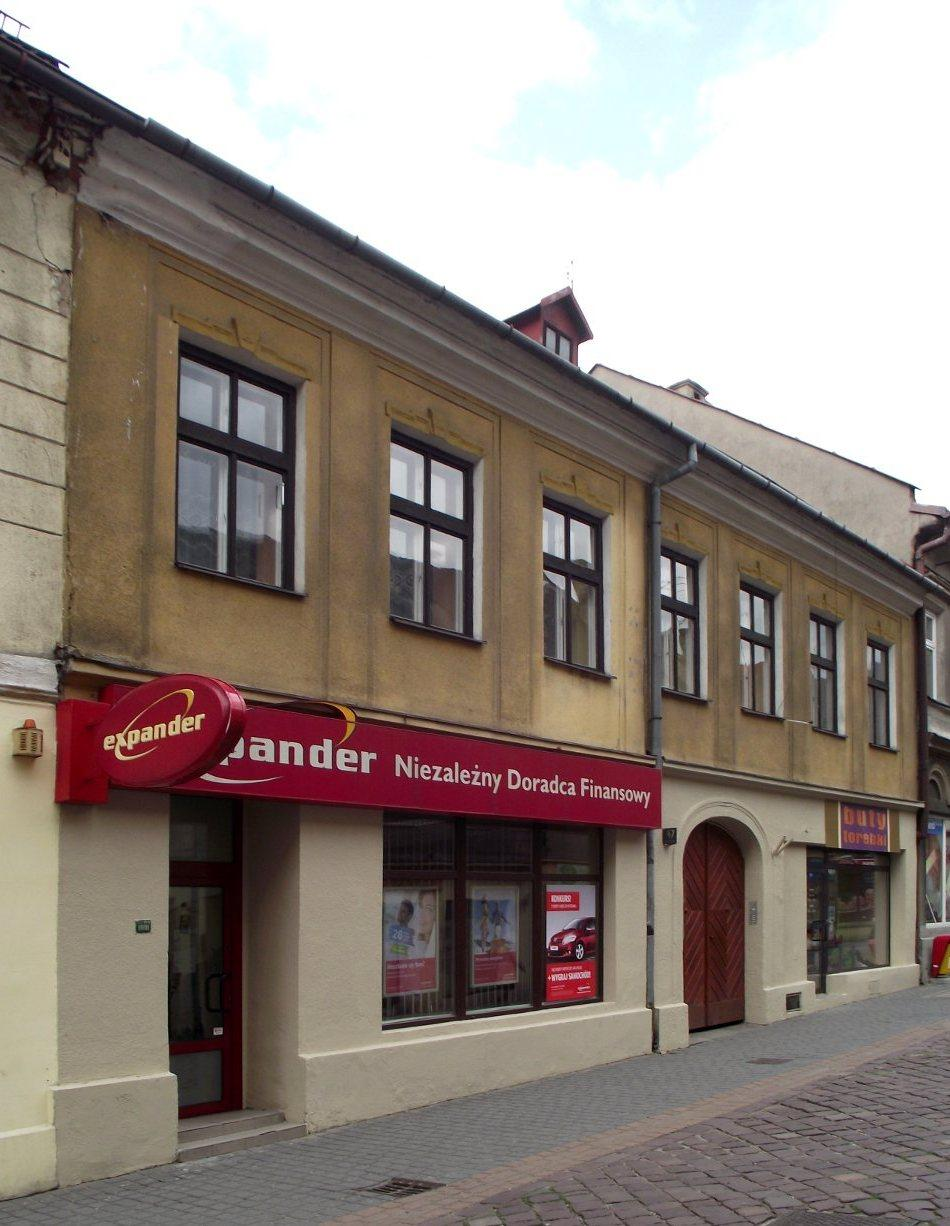
Kamienica nr 47
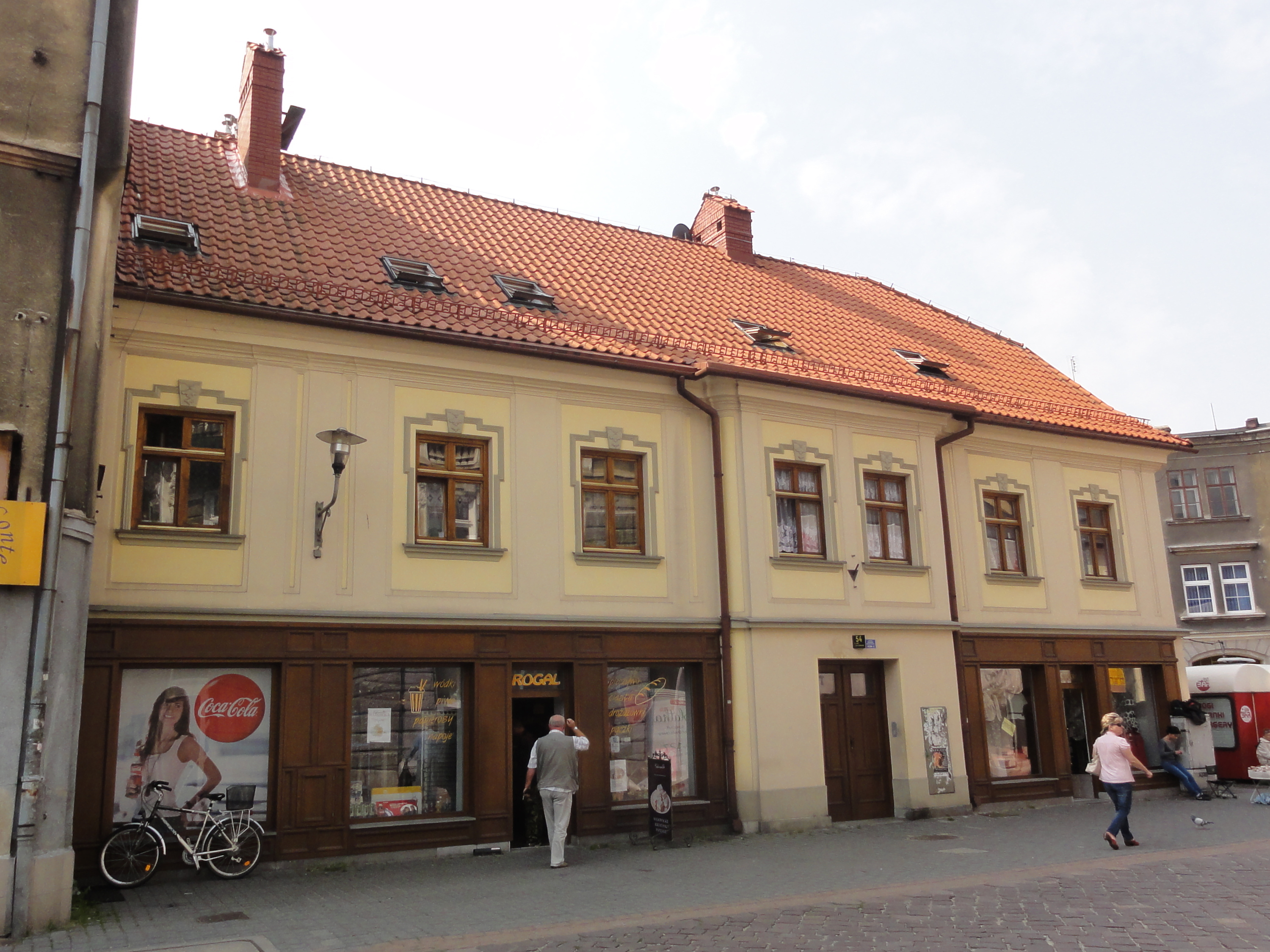
Kamienica nr 54

### Pozostałe obiekty
- nr 1 – dawny zajazd z końca XVIII wieku, później dom burmistrza Moritza Gustava Scholza; najstarszy zachowany budynek na bielskim odcinku ulicy
- nr 2 – narożna neorenesansowa kamienica Ignacego Löwenberga z 1898
- nr 3 – późnoklasycystyczna kamienica Kolbenheyerów z około 1870
- nr 4 – kamienica Geyerów o cechach wczesnomodernistycznych z 1912 projektu Ernsta Lindnera
- nr 5 – dawny Bank Eskomptowy i Wekslowy
- nr 6 – kamienica Oskara Pfistera o cechach wczesnomodernistycznych z 1912 roku projektu Friedricha i Karla Schulzów
- nr 7 – dawny zajazd i dom spedycyjny z szeroką bramą i arkadowymi krużgankami od strony podwórza, rok budowy 1886
- nr 8 – narożna neobarokowa kamienica wzniesiona w 1905 według projektu Titusa Neugebauera dla Viktora Burdy jako kontynuacja sąsiedniego budynku nr 10
- nr 10 – kamienica radcy cesarskiego Viktora Burdy wybudowana w latach 1892–1893 w stylu neobarokowym według projektu Carla Korna; jej fasada, zwrócona w kierunku rzeki, składa się z płaskiego wykuszu otoczonego czterema kolumnami (po dwie z każdej strony) na wysokich cokołach; ma również wysoki dach imitujący kopułę; była w przeszłości siedzibą popularnych „Delikatesów” założonych pierwotnie jako sklep sieci Julius Meinl i istniejących do 2001; w konstrukcję piwnic wkomponowany jest kanał potoku Niper z widocznym ujściem do Białej poniżej nadbrzeżnej elewacji
- nr 12 – postmodernistyczna kamienica wzniesiona w 2007, która nawiązuje do stojącej tu do 1945 kamienicy Haberfeldów
- nr 15 – gmach bankowy wybudowany w latach 1989–1994 w miejscu trzech wyburzonych kamienic józefińskich, pierwotnie siedziba PKO BP, obecnie opustoszały
- nr 34 – neorenesansowa kamienica Racheli Mehl z 1903
- nr 35 – modernistyczna kamienica wybudowana w 1935 dla Franciszka Schuberta według projektu Alfreda Wiedermanna
- nr 36 – kamienica Juliusa Korna (brata Carla) z 1902 – pierwotnie neorenesansowa, podpalona w 1945 i odbudowana w uproszczonej formie bez detalu architektonicznego, artykulacji ścian, wieżyczki i wykusza
- nr 38 – dawny ratusz bialski zbudowany w 1827; zastąpił drewniany ratusz na środku rynku (dziś placu Wojska Polskiego) i pełnił swoją funkcję aż do 1897, gdy nowy gmach magistratu i kasy oszczędności
- nr 39 – neobarokowa kamienica Davida Feinera z 1902
- nr 40 – pałacyk miejski Strzygowskich wybudowany około 1880 w stylu neobarokowym, obecnie oddział Książnicy Beskidzkiej
- nr 41 – neobarokowa kamienica Michaela Neumanna z 1904 projektu Alexandra Neumanna, w której przez lata mieściła się popularna drogeria Tanewski
- nr 60 – dawny hotel Pod Orłem; gmach o cechach neobarokowych i klasycystycznych zbudowany w 1905 wg projektu Alexandra Neumanna w miejscu dawnego zajazdu z czasów wytyczania traktu cesarskiego pod koniec XVIII wieku; wewnątrz zachowany jest secesyjny wystrój westybulu i klatki schodowej z windą oraz na I piętrze Sala Redutowa o powierzchni 709 m² w stylu neorenesansowym; obecnie pełni funkcję biurowca i pasażu handlowego
- nr 63 – dawny dom spedycyjny z początku XIX wieku z rozległym zespołem oficyn; mieszkał tu i w jednej z oficyn (63b) prowadził prywatny dom modlitwy Aron Halberstam, lider bialskich chasydów od 1889[33]; w innej oficynie (63c) znajdowała się pralnia Pedanteria, która w latach II wojny światowej świadczyła usługi dla obozu koncentracyjnego Auschwitz[34]
- nr 82 – neobarokowa kamienica z 1880 wybudowana dla Arnolda Grossa, właściciela sąsiadującej z kamienicą fabryki likierów
- nr 88 – dawny zajazd Theodora Gany z I połowy XIX wieku; w okresie międzywojennym nazywany Domem Katolickim, był siedzibą Konsumu Chrześcijańskiego i Drukarni Polskiej; w pobliżu tego właśnie budynku doszło do tragicznych zajść 23 kwietnia 1890, w których zginęło 11 protestujących robotników
- nr 102 – dawny zajazd Thomkego, później znany jako zajazd Köntzera; przykład architektury architektury klasycystycznej z końca XVIII wieku; od początku XX wieku pełnił różne funkcje, obecnie siedziba banku; ma duży dziedziniec z podcieniami i arkadowymi krużgankami; mieszkał tu słowacki malarz Peter Michal Bohúň; w latach 70. XX wieku w związku z budową nowej drogi (ulica Lwowska) część zabudowań wyburzono

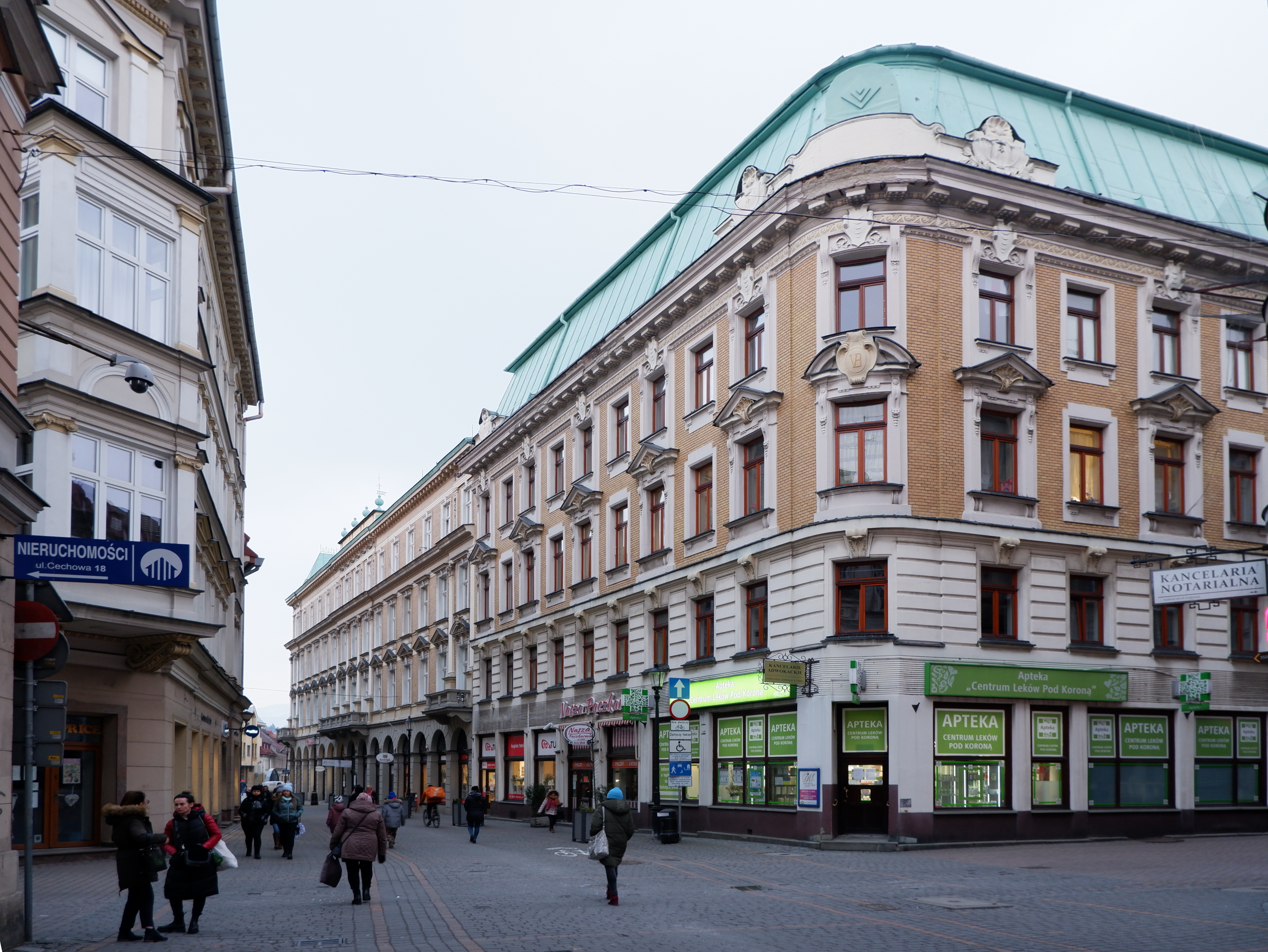
Kamienica nr 8
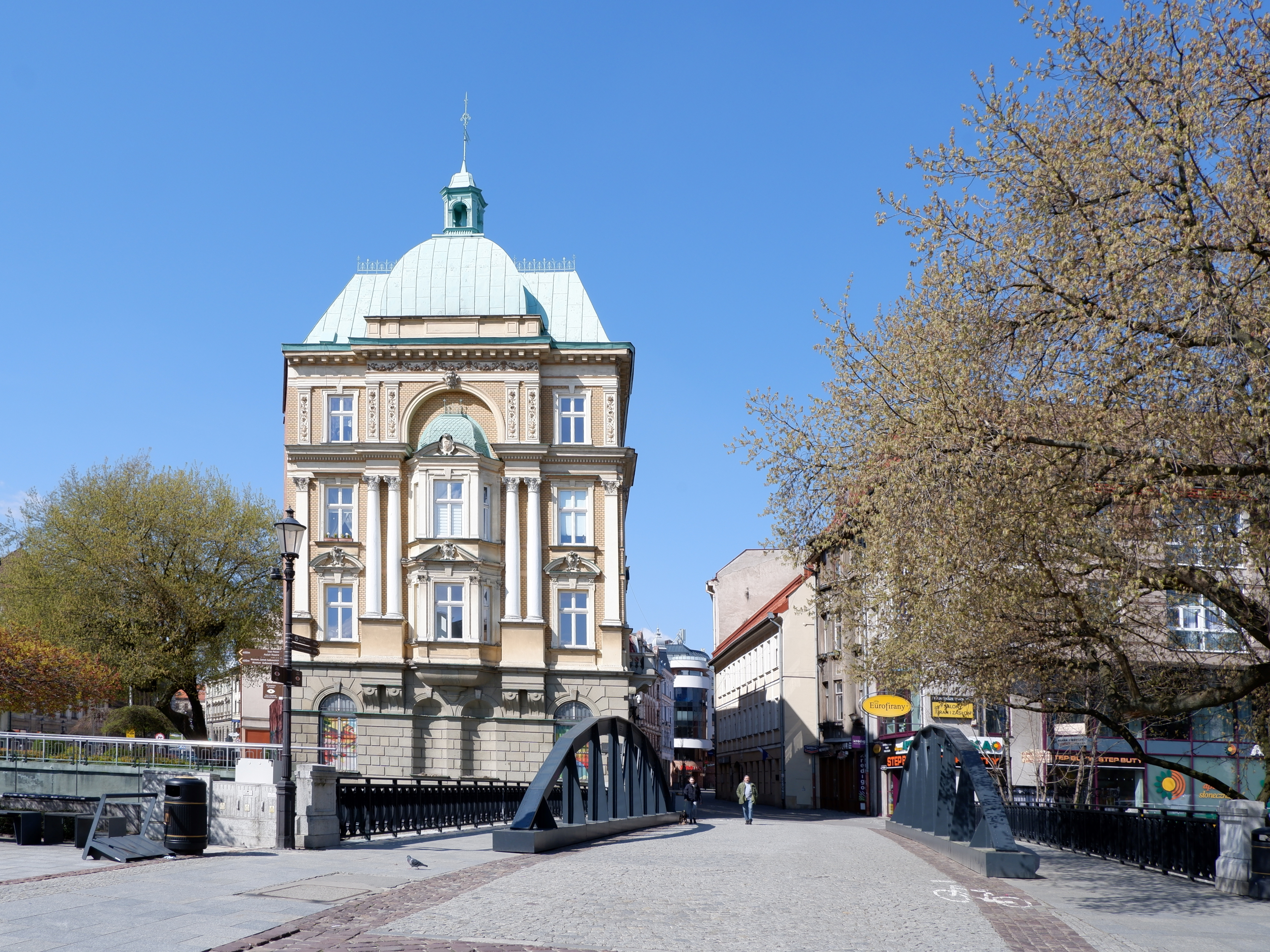
Kamienica nr 10
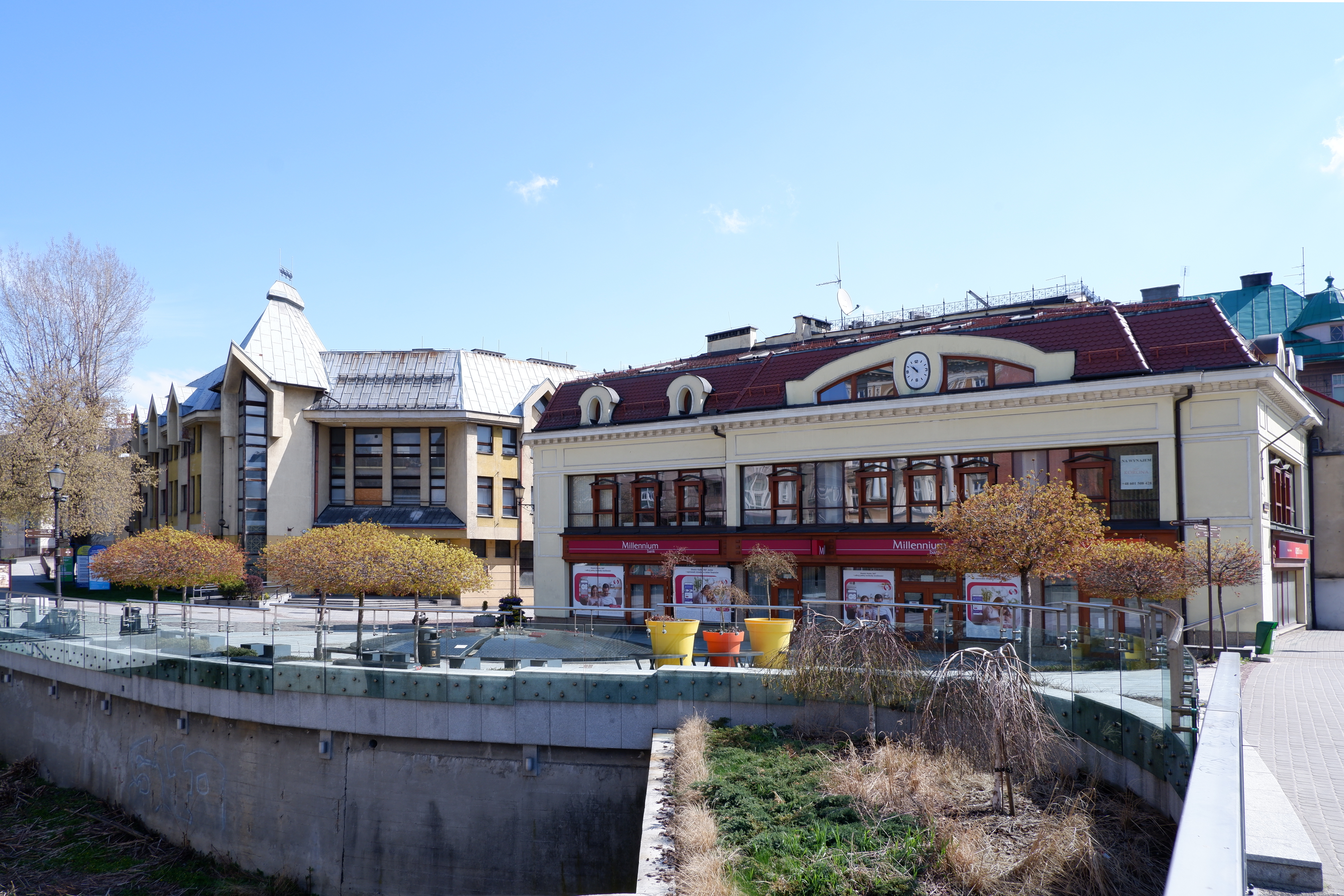
Kamienica nr 12 i dawny bank PKO
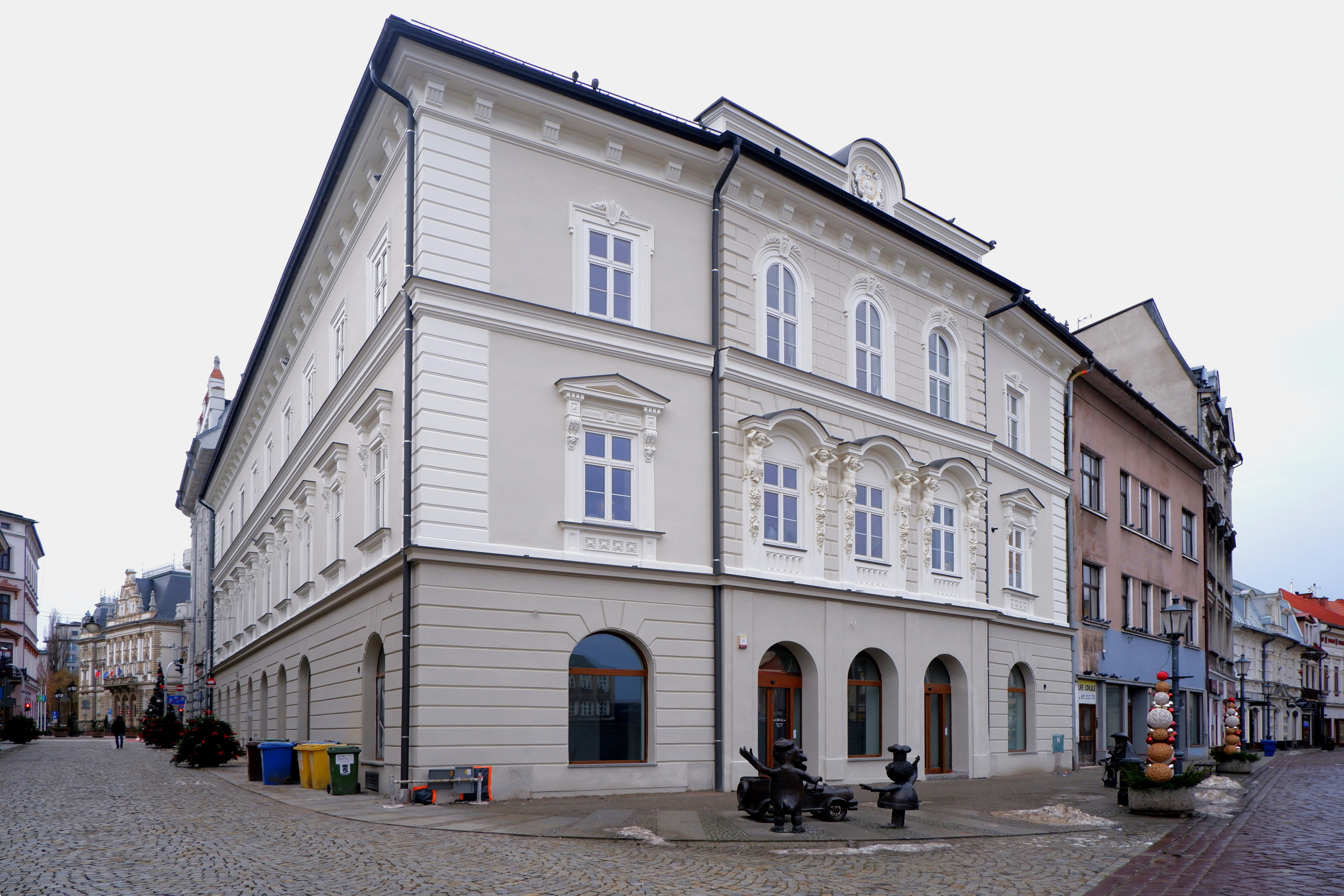
Dawny ratusz bialski
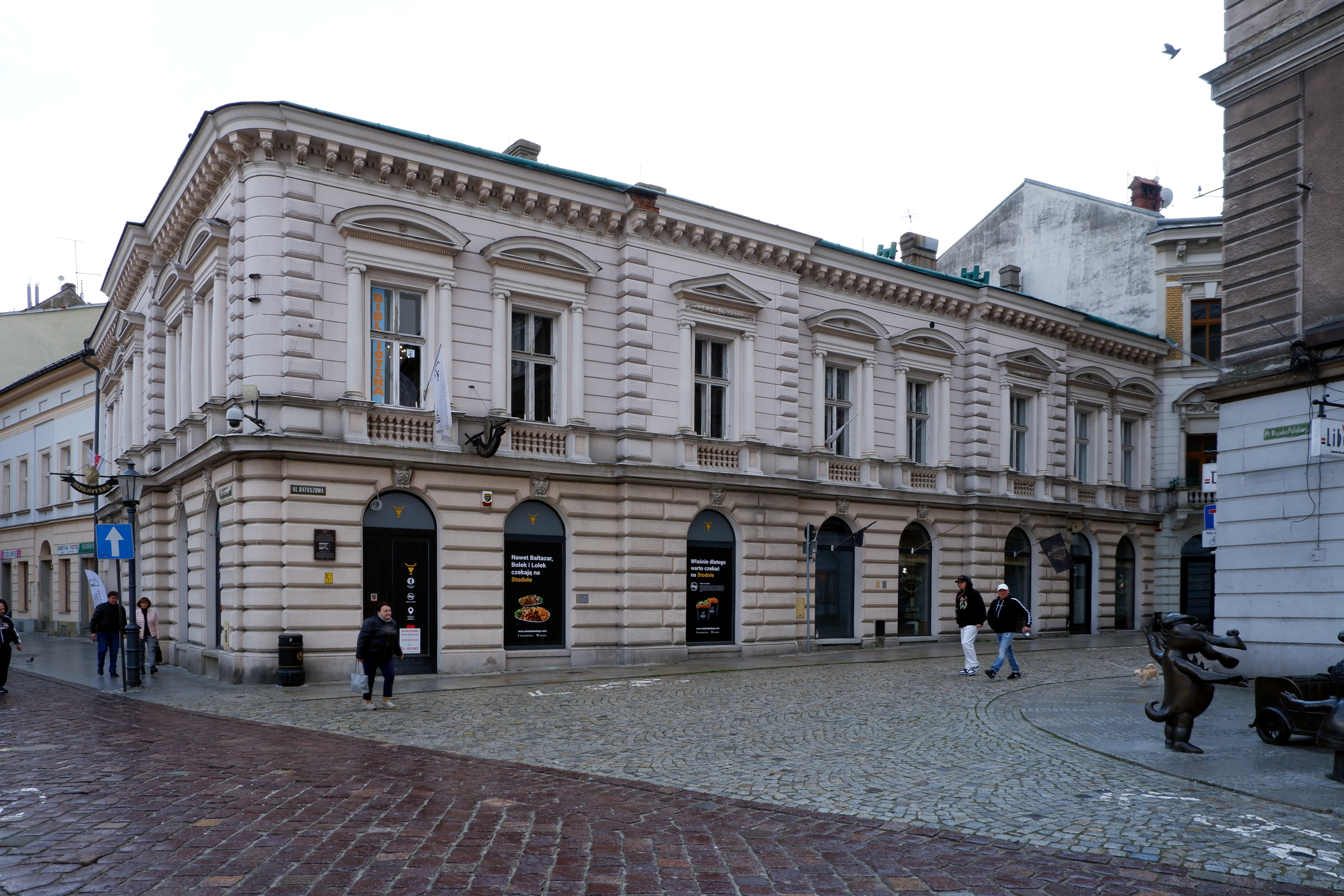
Pałacyk Strzygowskich
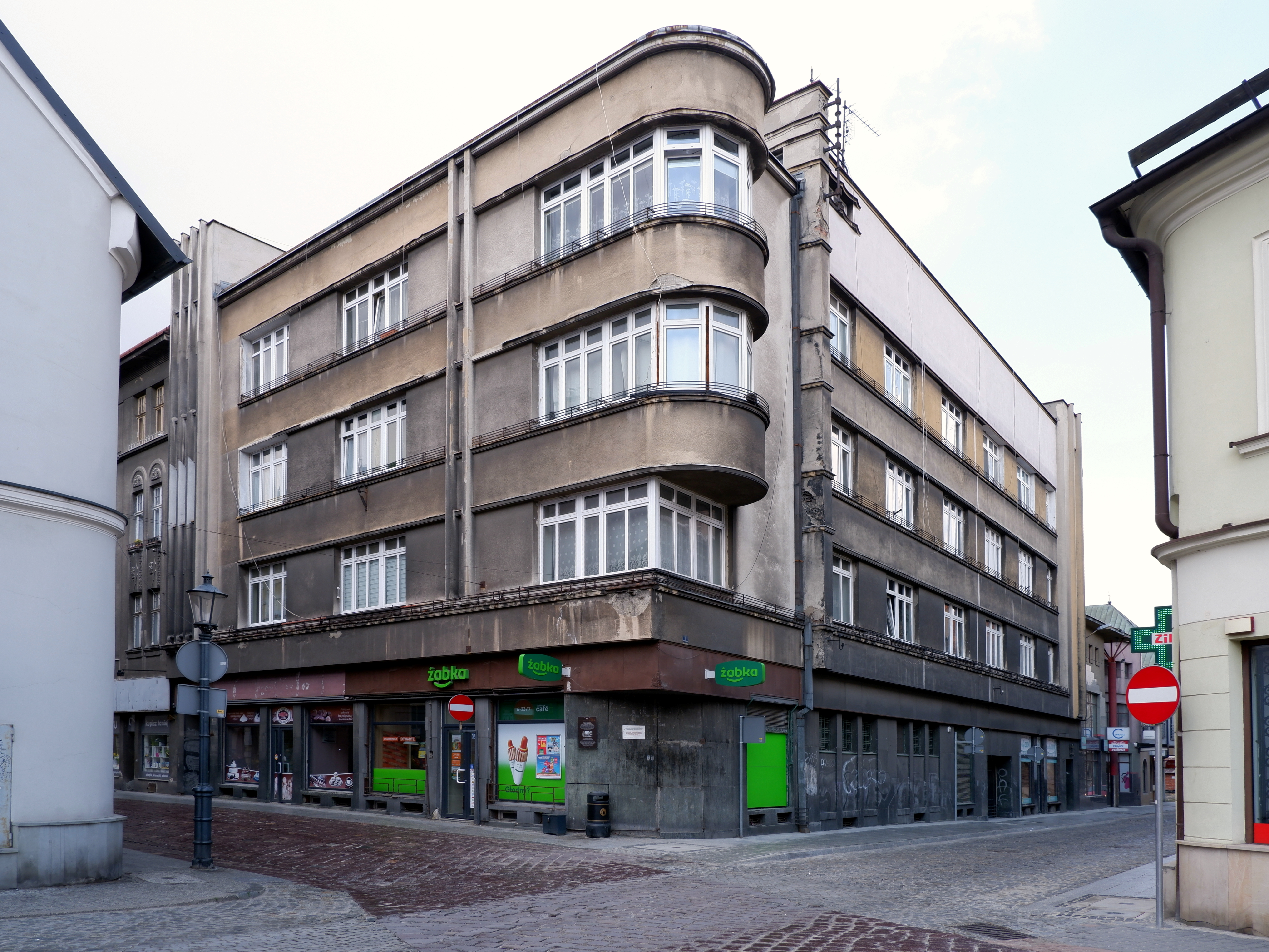
Kamienica nr 35
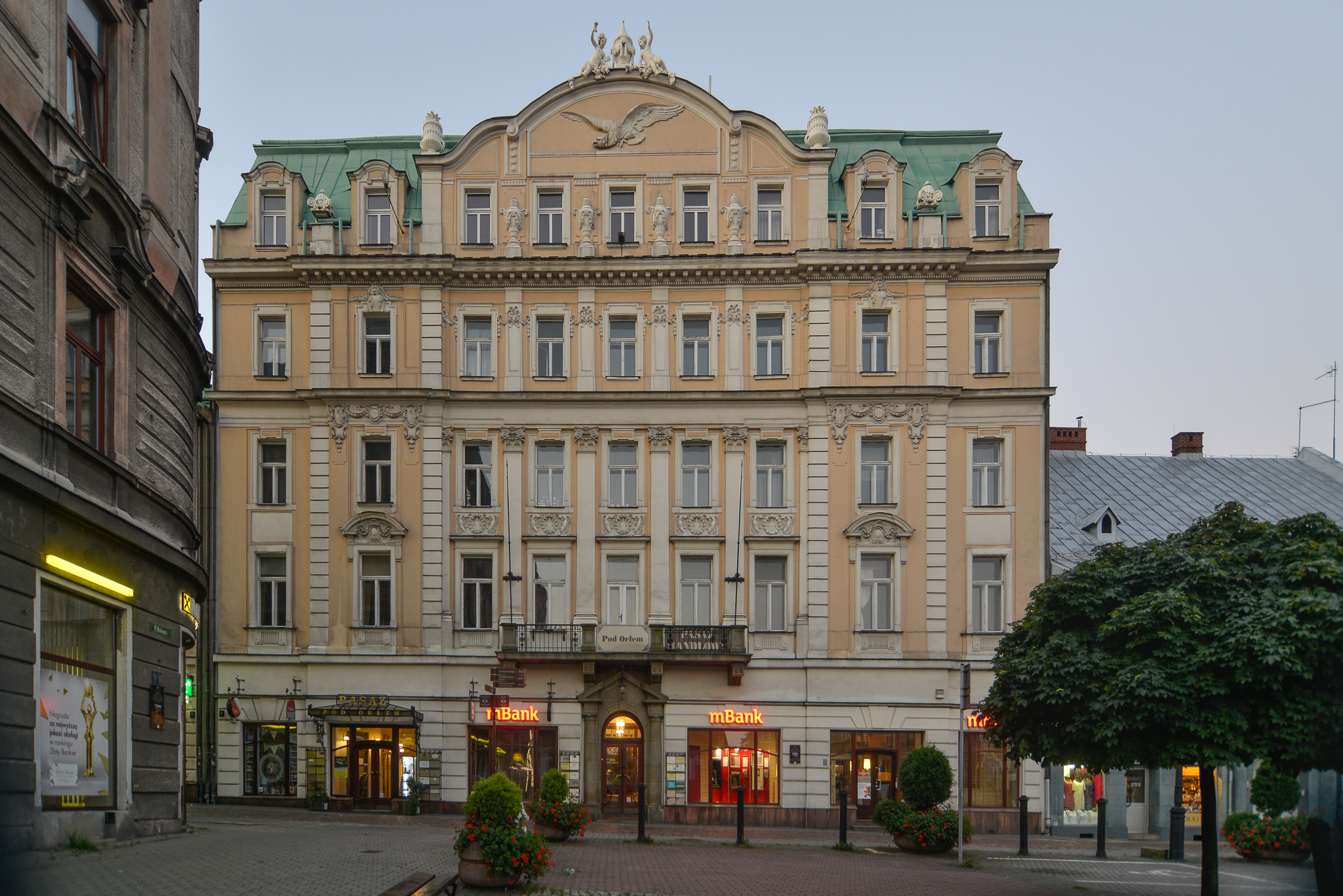
Dawny hotel Pod Orłem
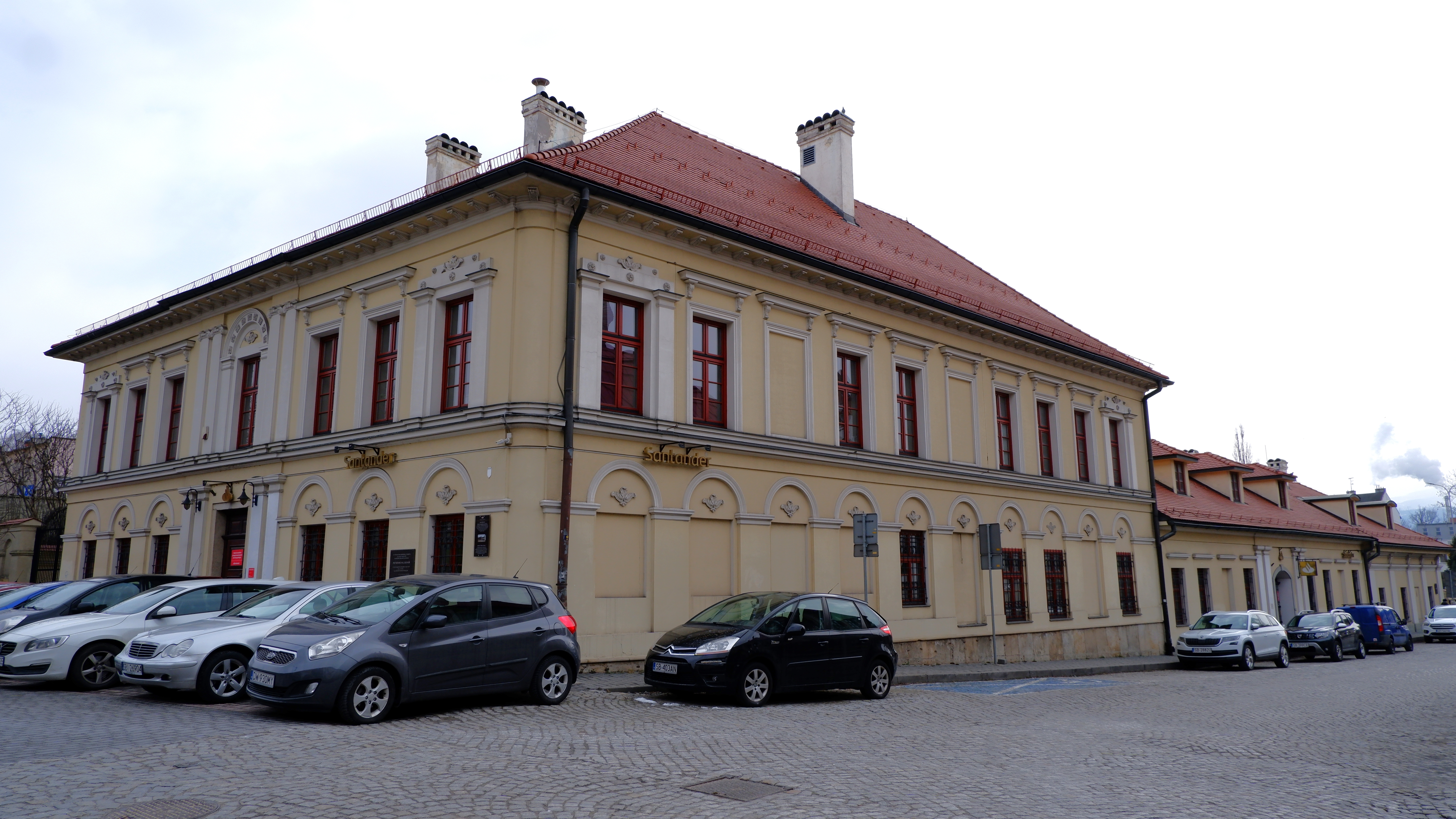
Dawny zajazd Thomkego